# Plaza de toros de Huéscar
La plaza de toros de Huéscar es un inmueble del municipio de Huéscar, situado en el norte de la provincia de  Granada. Inaugurada en 1945, por sus características técnicas, está considerada según el Reglamento taurino de Andalucía como una plaza de tercera categoría.

## Historia
La ciudad de Huéscar ha acogido históricamente espectáculos taurinos a lo largo de su historia si bien no será hasta mediados de los años cuarenta del siglo XX cuando se inicie la construcción de una plaza de toros estable. De tal manera existe constancia de cómo, durante la Edad Moderna, algunas instituciones como hermandades y cofradías solicitaron permisos para la celebración de novilladas con el objetivo de sufragar algunos de los proyectos artísticos que estaban emprendiendo.
En 1945, el empresario local José María Soriano será el encargado de promover la construcción del nuevo coso taurino, instalándose en una parcela de suelo urbano que lindaba con la antigua muralla del municipio y donde había estado uno de los torres de defensa del conjunto poliorcético, la conocida como Casa Honda. Durante la construcción se perdieron algunos de los elementos patrimoniales de la anterior edificación, como la portada y los motivos heráldicos, pero se dio paso a la creación de una estructura con materiales tradicionales capaz de aforar a más de dos mil espectadores.
Una vez concluidas las obras, se programó un pequeño ciclo de novilladas a modo de festejos inaugurales. Para la ocasión se contrataron a las ganaderías de Pelayo, situada en la Dehesa del Camarate, dentro del actual parque nacional de Sierra Nevada; la de Patricio Ruiz y de Luis Domecq; anunciándose como novilleros los diestros Rafael Ortega y Pedrín Moreno; Diamantino Vizeu y Rubito de Churriana; así como Joselete de Córdoba y Francisco Guijarro Garbancito de Castril.
A lo largo de su historia, y como edificio de propiedad municipal, ha recibido distintas subvenciones para acondicionar sus instalaciones, adaptándose a las nuevas necesidades así como superando algunas carencias desde el punto de vista estructural o de seguridad.

## Efemérides
- 1945: el 22 de octubre de 1945 fue inaugurada la plaza de toros con una novillada en la que participaron Rafael Ortega y Pedrín Moreno.
- 1984: el 9 de junio de 1984 se celebra el primer festejo mayor (corrida de toros) en la que intervinieron el rejoneador Manuel Vidrié y los matadores Quinto II y Antonio José Galán.
- 2020: el 15 de agosto de 2020 acogió una de las semifinales del Certamen de novilladas sin picadores de Canal Sur y las Escuelas taurinas de Andalucía.[7]